# Jean-Pierre Deserf
Jean-Pierre Deserf (15 december 1949) is een Waals politicus voor de Franstalige partij Mouvement Réformateur. Hij is een doctor in de geneeskunde en een voormalig provinciegedeputeerde voor Waals-Brabant.
Deserf werd geboren in het naoorlogse Vlaanderen als zoon van Maurice Deserf, ambtenaar bij het ministerie van Landbouw, die op een steenworp van de taalgrens en Wallonië woonde, en een Waalse moeder. Hij studeerde aan de Katholieke Universiteit Leuven, waar hij in 1976 afstudeerde als doctor in de geneeskunde. In het begin van het jaar 1989 werd hij verkozen in het gemeentebestuur van Bevekom en benoemd tot eerste schepen van dezelfde stad. Deze functie zou hij tot in het begin van het jaar 1995 bekleden waarna hij verkozen werd als provincieraadslid voor de (toen pas opgerichte) provincie Waals-Brabant. Tegelijkertijd bleef hij in de gemeenteraad van Bevekom zetelen als zijnde gemeenteraadslid. In de maand juni van het jaar 1999 werd hij benoemd tot provinciegedeputeerde toen Pierre Bouchard naar het Waals parlement verhuisde. Hij kreeg de volgende bevoegdheden: toerisme, folklore, sport, veiligheid van de wegen, landbouw en het provinciaal domein bois du rêves. Sinds de provincieraadsverkiezingen van 2012 zetelt hij niet meer in de deputatie, maar wel in de provincieraad, voor zijn vierde opeenvolgende mandaat. Hij verkreeg van het provinciebestuur de titel ereprovinciegedeputeerde van Waals-Brabant en werd gedurende deze legislatuur ondervoorzitter van de provincieraad.
Hij heeft een dochter, Isabelle Deserf, die zich ook politiek engageert en sinds 2006 schepen is te Bevekom.
Deserf bekleedt tal van bestuursfuncties in lokale verenigingen, zoals het voorzitterschap van de organisaties Loisirs et Agréments de l'Entité de Beauvechain, Taxi Seniors Beauvechain, Cercle royal l'Avenir en de Fédération nationale des Combattants de Mille.

## Politieke carrière
| FUNCTIE                                 | BEGIN          | EINDE           |
| --------------------------------------- | -------------- | --------------- |
| Eerste schepen van Bevekom              | 2 januari 1989 | 3 januari 1995  |
| Gemeenteraadslid van Bevekom            | 3 januari 1995 | 25 juni 1999    |
| Provincieraadslid van Waals-Brabant     | 1 januari 1995 |                 |
| Provinciegedeputeerde van Waals-Brabant | 26 juni 1999   | 26 oktober 2012 |